# 장진 (영화 감독)
장진(張鎭, 1971년 2월 24일 ~ )은 대한민국의 영화 감독, 각본가, 제작자이다. 영화배우 정재영과 절친한 사이이며, 정재영이 죽으면 자기도 영화를 하지 않겠다고 선언하여 남다른 우정을 보여주기도 했다.
2014년 대한민국 인천에서 열린 제17회 아시안게임 개 · 폐막식 예술감독으로서 총감독 임권택과 함께 연출을 맡았으나, 애매모호하고 공감을 얻기 힘든 공연이었다는 평가를 받았다.

## 학력
- 광문고등학교
- 서울예술대학 연극학과

## 작품 활동

### 영화/드라마
| 연도 | 제목                  | 역할 | 역할 | 역할 | 역할 | 역할 | 역할           | 비고        |
| 연도 | 제목                  | 감독 | 각본 | 원작 | 제작 | 기획 | 배역           | 비고        |
| ---- | --------------------- | ---- | ---- | ---- | ---- | ---- | -------------- | ----------- |
| 2020 | 별의 도시             |      | 빈칸 | 빈칸 | 빈칸 | 빈칸 |                |             |
| 2016 | 내일도 미래라면       | ✔️   | 빈칸 | 빈칸 | 빈칸 | 빈칸 |                |             |
| 2014 | 우리는 형제입니다     | ✔    | 빈칸 | 빈칸 | 빈칸 | 빈칸 |                |             |
| 2014 | 하이힐                | ✔    | ✔    | 빈칸 | 빈칸 | 빈칸 |                |             |
| 2011 | 로맨틱 헤븐           | ✔    | ✔    | 빈칸 | 빈칸 | 빈칸 |                |             |
| 2010 | 퀴즈왕                | ✔    | ✔    | 빈칸 | 빈칸 | 빈칸 | 마 반장 역     |             |
| 2010 | 된장                  | 빈칸 | ✔    | 빈칸 | ✔    | 빈칸 |                |             |
| 2009 | 굿모닝 프레지던트     | ✔    | ✔    | 빈칸 | 빈칸 | 빈칸 |                |             |
| 2008 | 강철중                | 빈칸 | ✔    | 빈칸 | 빈칸 | 빈칸 |                |             |
| 2007 | 바르게 살자           | 빈칸 | ✔    | 빈칸 | ✔    | 빈칸 |                |             |
| 2007 | 아들                  | ✔    | ✔    | 빈칸 | 빈칸 | 빈칸 |                |             |
| 2006 | 거룩한 계보           | ✔    | ✔    | 빈칸 | 빈칸 | 빈칸 |                |             |
| 2006 | 다섯 개의 시선        | ✔    | 빈칸 | 빈칸 | 빈칸 | 빈칸 |                |             |
| 2005 | 박수칠 때 떠나라      | ✔    | ✔️   | 빈칸 | 빈칸 | 빈칸 |                |             |
| 2005 | 웰컴 투 동막골        | 빈칸 | ✔    | ✔    | ✔    | 빈칸 |                |             |
| 2005 | 고마운 사람           | ✔    | ✔    | 빈칸 | 빈칸 | 빈칸 |                |             |
| 2004 | 아는 여자             | ✔    | ✔    | 빈칸 | ✔    | 빈칸 | 안경낀 형사 역 |             |
| 2004 | 소나기는 그쳤나요     | ✔    | 빈칸 | 빈칸 | 빈칸 | 빈칸 |                |             |
| 2003 | 화성으로 간 사나이    | 빈칸 | ✔    | 빈칸 | 빈칸 | 빈칸 |                |             |
| 2003 | 아버지 몰래           | ✔    | ✔    | 빈칸 | 빈칸 | 빈칸 |                | 모바일 영화 |
| 2002 | 묻지마 패밀리         | 빈칸 | ✔    | 빈칸 | ✔    | ✔    |                |             |
| 2001 | 킬러들의 수다         | ✔    | ✔    | 빈칸 | 빈칸 | 빈칸 | 의뢰인 역      |             |
| 2000 | 동감                  | 빈칸 | ✔    | 빈칸 | 빈칸 | 빈칸 |                |             |
| 2000 | 극단적 하루           | ✔    | ✔    | 빈칸 | 빈칸 | 빈칸 |                |             |
| 1999 | 간첩 리철진           | ✔    | ✔    | 빈칸 | 빈칸 | 빈칸 |                |             |
| 1998 | 기막힌 사내들         | ✔    | ✔    | 빈칸 | 빈칸 | 빈칸 |                |             |
| 1996 | 너희가 재즈를 믿느냐? | 빈칸 | ✔    | 빈칸 | 빈칸 | 빈칸 |                |             |
| 1995 | 개같은 날의 오후      | 빈칸 | ✔    | 빈칸 | 빈칸 | 빈칸 | 석호 역        |             |

## 방송 활동
- 1995년 SBS 《코미디 일요일은 있다》  공동진행
- 1996년 A&C코오롱 《쇼 문화탈출》
- 1996년 캐치원 《단편 영화극장》
- 1999년~2000년 SBS 《순풍 산부인과》
- 2006년 MBC 《황금어장 무릎팍도사》 63회
- 2011년 tvN 《코리아 갓 탤런트 시즌 1》 심사위원
  - 2012년 tvN 《코리아 갓 탤런트 시즌 2》 심사위원
- 2011년 tvN 《SNL 코리아 시즌 1》 크리에이티브 디렉터 / 고정 크루
  - 2012년 tvN 《SNL 코리아 시즌 2》 크리에이티브 디렉터 / 고정 크루
  - 2012년 tvN 《SNL 코리아 시즌 3》 크리에이티브 디렉터 / 고정 크루
- 2015년 JTBC 《크라임씬 시즌 2》
- 2015년 JTBC 《현생인류보고서 - 타인의 취향》
- 2016년 tvN 《드림 플레이어》
- 2017년 JTBC 《크라임씬 시즌 3》 참가자
- 2018년 JTBC 《말술클럽》
- 2021년 SBS 《당신이 혹하는 사이》

## 같이 보기
- 한국 영화